# Reserva forestal de Sinharaja
La Reserva Forestal de Sinharaja es un parque nacional de Sri Lanka. El nombre de la reserva se traduce como El reino del león.
Está situada en las provincias de Sabaragamuwa y Sur. La reserva tiene una superficie protegida de 8.564 ha, pero tan pequeño ámbito de sólo 21 km de este a oeste y 7 km de norte a sur tiene una gran riqueza de especies endémicas, incluyendo árboles, insectos, anfibios, reptiles, aves y mamíferos.
La selva tropical montañosa virgen, que es parte de las selvas tropicales de la ecorregión de las tierras bajas de Sri Lanka, se salvó de la deforestación gracias a su inaccesibilidad. Fue designada por la Unesco Reserva de la Biosfera en 1978 y Patrimonio de la Humanidad en 1988 dada su importancia internacional.

## Fauna
Dada su densa vegetación la fauna no es fácilmente visible, al contrario de lo que ocurre en los parques nacionales secos como el parque nacional Yala. No hay ningún elefante; existen unos 15 leopardos de Ceilán, pero rara vez son vistos. El primate más grande y más común, es el endémico Trachypithecus vetulus.
Un fenómeno interesante son aquellas especies de aves que colaboran entre sí, como el Dicrurus paradiseus y el Turdoides rufescens. De las 26 aves endémicas de Sri Lanka, 20 habitan en esta selva, incluyendo el evasivo Phaenicophaeus pyrrhocephalus, el Centropus chlororhynchus y el Urocissa ornata.
Entre los reptiles se incluyen el endémico Trimeresurus. Existe una gran variedad de anfibios, sobre todo de ranas arbóreas. Entre los invertebrados se incluyen mariposas con la endémica Troides helena y las inevitables sanguijuelas.

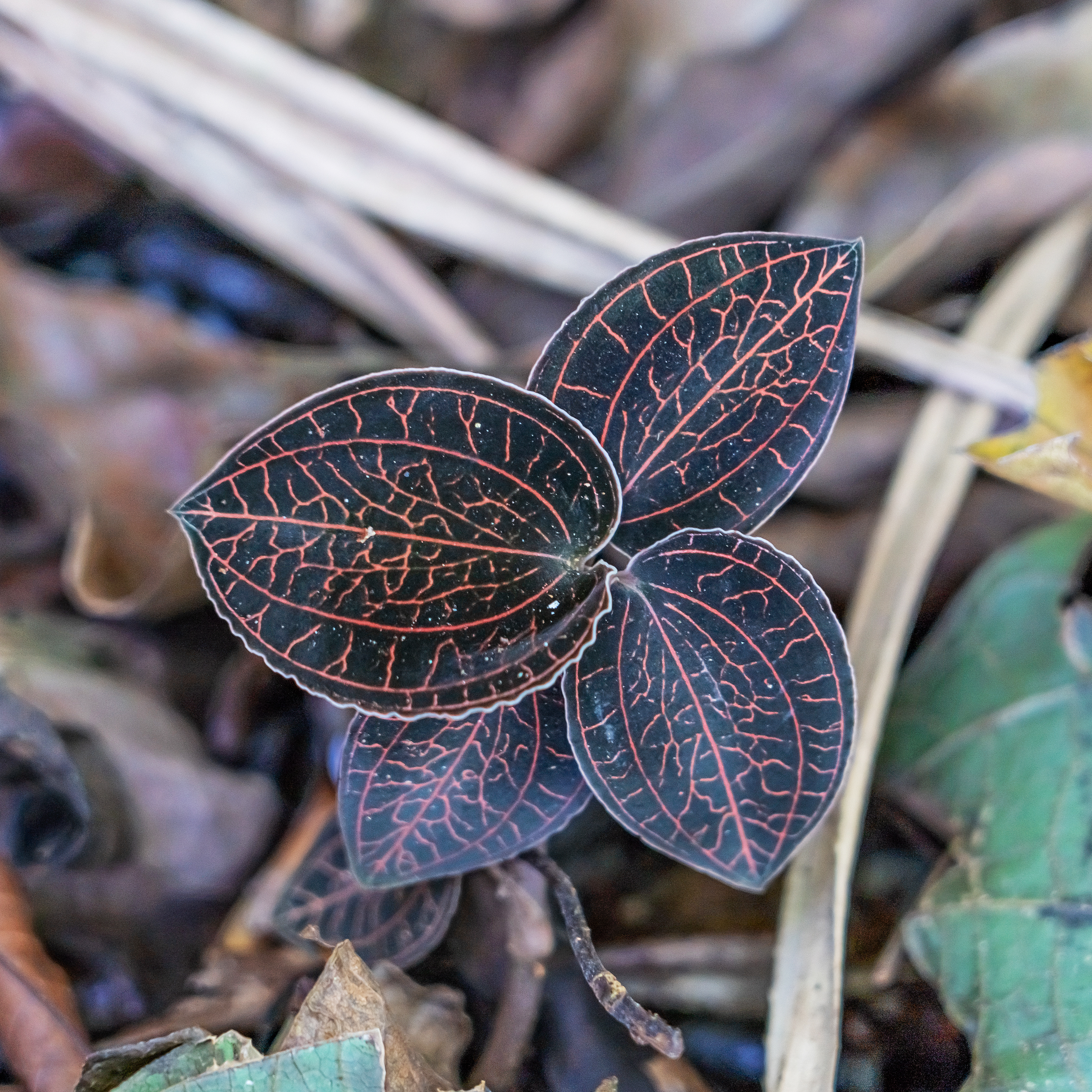
Vegetación de la selva tropical.
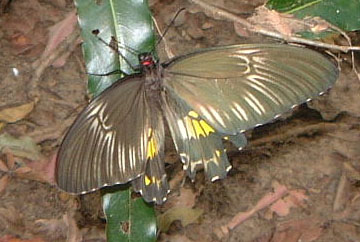
Mariposa Troides helena.